# 原田覚一郎杯
原田覚一郎杯（はらだかくいちろうはい）とは、例年8月上旬から中旬にかけて埼玉県熊谷市の妻沼滑空場で行われる学生によるグライダー競技の大会である。略称は原杯、通称は「原田杯」とも。英文名称はHarada Kakuichirou Cup。主催は参加する6校が持ち回りで担当し、日本滑空協会、日本学生航空連盟、埼玉県熊谷市の後援で行われる。大会催行形態は、競技飛行と訓練飛行を並行して行う他に類を見ないスタイルを執っている。

## 概要
長年に渡り学生グライダー界に尽力した教官、原田覚一郎の名を冠している。初開催は原田と特に縁の強かった日本大学、関東学院大学、東海大学、千葉工業大学の4校の提案によるもので、1997年の夏に行われた。
競技飛行と訓練飛行の調和が図られており、関東大会や全国大会の様に限られた選手のみでない、全員参加型の大会という特徴がある。

## 原田覚一郎
日本における学生グライダーの世界を開拓した。日本学生航空連盟の教官として、妻沼訓練所長･教育訓練部長を歴任し、グライダーと共に歩いた60年もの月日を、学生グライダー界の開発・発展に捧げた。原田杯第5回大会の直前に逝去している（享年89）。

### 著書
- 『グライダー操縦の基礎』 1968年 鳳文書林
- 『大空はわが恋人』 1970年 風林書房
- 『グライダー整備マニュアル』 1975年 鳳文書林

### 表彰
- 「航空功労者」運輸大臣表彰 1964年
- 黄綬褒章 1968年
- ポール･ティサンディエ賞 1985年